# Musée de la BnF
Le musée de la BnF est un musée créé en 2022, situé dans le Site Richelieu de la Bibliothèque nationale de France, à Paris.

## Historique
Le musée de la BnF ouvre ses portes au public le 17 septembre 2022 lors des journées du patrimoine, après douze ans de rénovation, à l'occasion des 300 ans de la date de création du lieu, en 1722 (l'ancien palais du cardinal Mazarin est réinvesti à cette date pour devenir la bibliothèque du roi). Le musée occupe 1 200 m2 d'espace. Il se situe au 1er étage et est accessible par ascenseur ainsi que par un nouvel escalier métallique.
Près de 900 œuvres y sont conservées, englobant les périodes de l'Antiquité à nos jours. Des œuvres rares y sont exposées, comme le trône de Dagobert, le trésor de Berthouville ou encore le Grand Camée de France. Des rotations sont prévues environ tous les 4 mois.

## Plan du musée

Plan du musée de la BnF

1. Salle des Colonnes
2. Cabinet précieux
3. Salle de Luynes
4. Salle Barthélemy
5. Salon Louis XV
6. Galerie de verre
7. Rotonde
8. Galerie Mazarin
9. Hall Roux-Spitz
10. Chambre de Mazarin
11. Salle des conférences | manifestations